# Крихітка з Беверлі-Гіллз 2
«Крихітка з Беверлі-Гіллз 2» (англ. Beverly Hills Chihuahua 2) — американська комедія, що вийшла в кінопрокат 1 лютого 2011 року в США. Продовження комедії Крихітка з Беверлі-Гіллз 2008 року.

## Зміст
Хлоя і Папи повертаються в Беверлі-Гіллз, де вони одружилися і стали щасливими батьками на подив шкідливих цуценят, у той час як Сем Кортес повинен боротися, щоб не виселили його батьків.

## Ролі
| Актор            | Роль            |
| ---------------- | --------------- |
| Філ Льюїс        | пан Мак Кіббл   |
| Маркус Колома    | Сем Кортес      |
| Ерін Кехілл      | Рейчел Еш       |
| Сьюзан Блейклі   | Еш Вів Вівіан   |
| Кастула Гуерра   | пан Кортес      |
| Люпе Онтіверос   | г-ка Кортес     |
| Елайн Гендрікс   | Колін Мансфайлд |
| Френч Стюарт     | перший суддя    |
| Морган Файрчайлд | другий суддя    |
| Том Кенні        | Себастьян       |

### Озвучували
- Джордж Лопез - Папі
- Одетт Юстман - Хлоя
- Захарі Гордан - Папі молодший
- Емілі Осмент - Пеп
- Бріджит Мендлер - Марі Апполін Був'є
- Медісон Петтіс - Лола
- Чантайллі Спалан - Роза
- Делані Джонс - Алі
- Ерні Гадсон - Педро
- Мігель Феррер - Дельгадо
- Джон Донаг'ю - Антоніо
- Джон Уертас - Альберто

## Див також
- Крихітка з Беверлі-Гіллз / Beverly Hills Chihuahua (США, 2008).
- Крихітка з Беверлі-Гіллз 3 / Beverly Hills Chihuahua 3 (США, 2012).

## Знімальна група
- Режисер — Алекс Замм
- Сценарист — Dannah Feinglass, Даніель Шнайдер, Джефф Башелл
- Продюсер — Майк Каллахан, Сара Е. Вайт, Девід Хоберман, Бред Кревой
Тодд Ліберман
- Композитор — Кріс Хаджіан